# CHIP-seq
La Inmunoprecipitación de la Cromatina acoplada a Secuenciación, del inglés, ChIP-sequencing (ChIP-seq) es un método de análisis molecular utilizado para identificar los sitios de unión de las proteínas con la molécula de ADN. Este método combina ensayos de inmunoprecipitación de la cromatina con técnicas de secuenciación masiva. La ChIP-seq es una técnica que se utiliza para el diagnóstico de enfermedades y el análisis de la regulación de la expresión génica en diferentes contextos celulares.

## Técnica

Pasos básicos que comprenden la técnica del ChIP-seq

En una primera fase se realiza la inmunoprecipitación de la cromatina para seleccionar las secuencias del ADN que presentan sitios de unión para una determinada proteína.
1. Esta primera fase se realiza en dos pasos:
  1. El primer paso consiste en la extracción de los fragmentos de cromatina unidos a proteínas. Para ello, las células se fijan con formaldehído para mantener las interacciones entre las proteínas y el ADN. Después, se produce la extracción del núcleo para así eliminar todas aquellas proteínas del citoplasma que puedan interferir en la detección. Los núcleos se exponen a un proceso de lisis celular para extraer la cromatina y esta cromatina se fragmenta por ultrasonidos.  
  2. El segundo paso consiste en la inmunoprecipitación de los fragmentos obtenidos. Para este paso se utilizan anticuerpos específicos que reconocen la proteína de interés. Así se obtiene todos aquellos fragmentos de ADN que tengan unidos la proteína de interés. Por último se realiza un proceso de purificación para eliminar tanto los anticuerpos como las proteínas unidas y obtener solo los fragmentos de ADN.

La segunda fase de la técnica del ChIP-seq  realiza una secuenciación simultánea de los fragmentos obtenidos por inmunoprecipitación de la cromatina.

Los datos obtenidos de esta secuenciación se analizan mediante técnicas de bioinformática.

## Usos
La técnica de ChIP-seq se utiliza sobre todo para determinar cómo los factores de transcripción y otras proteínas asociadas a la cromatina (por ejemplo, las histonas) influyen en transcripción génica. 
Un ejemplo de este uso es seleccionar las regiones del genoma que presenten modificaciones específicas de las histonas. Las histonas pueden sufrir procesos de metilación, acetilación, etc. que les permiten regular la expresión génica. La acetilación de las histonas generalmente conlleva a una activación de la transcripción génica. Regiones que modulan la expresión génica como pueden ser los elementos de regulación en cis (tanto promotores como potenciadores) son susceptibles de presentar histonas acetiladas, en concreto presentan acetilación de la lisina 27 de la histona 3. Usando este tipo de análisis podemos identificar qué regiones son promotores y potenciadores.